# Johan Kaart
Johan Kaart est un acteur néerlandais, né le 17 février 1897 à Amsterdam et mort le 1er février 1976.